# Kiremitliktepe
Kiremitliktepe – kompleks skoczni narciarskich w Erzurum w azjatyckiej części Turcji. Skocznie są pokryte igelitem.

## Historia
Obiekty otwarto 28 grudnia 2010 wpisanymi w kalendarz Pucharu Kontynentalnego zawodami skoczków i kombinatorów norweskich. Na obiektach odbyły się też Zimowa Uniwersjada 2011 i Mistrzostwa Świata Juniorów 2012.
15 lipca 2014, w godzinach południowych, kompleks skoczni w Erzurum został mocno zniszczony w wyniku osunięcia się wzgórza.
Obiektami zarządza Turecki Związek Narciarski.

## Historia rekordów

### Skocznia normalna
- Iwan Panin: 89,0 m (18 grudnia 2010)
- Nijaz Nabiejew: 100,0 m (18 grudnia 2010)
- Aleš Vodseďálek: 100,0 m (18 grudnia 2010)
- Rafał Śliż: 100,0 m (18 grudnia 2010)
- Mario Innauer: 102,0 m (18 grudnia 2010)
- David Winkler: 103,0 m (18 grudnia 2010)
- Kim René Elverum Sorsell: 103,0 m (18 grudnia 2010)
- Anssi Koivuranta: 105,0 m (18 grudnia 2010)
- Siergiej Maslennikow: 106,5 m (19 grudnia 2010)
- Iwan Panin: 108,0 m (28 stycznia 2011)
- Shun Yamamoto: 109,0 m (28 stycznia 2011)
- Thomas Kjelbotn: 110,5 m (6 stycznia 2012)
- Aleksander Zniszczoł: 111,5 m (21 lutego 2012)
- Klemens Murańka: 112,0 m (23 lutego 2012)

### Skocznia duża
- Matej Dobovšek: 139,5 m (28 stycznia 2011)
- Daniel Lackner: 142,0 m (28 stycznia 2011)
- Matej Dobovšek: 143,5 m (29 stycznia 2011)